# Endmoränenlandschaft bei Ringenwalde
Endmoränenlandschaft bei Ringenwalde este o arie protejată (arie specială de conservare — SAC, sit de importanță comunitară — SCI) din Germania întinsă pe o suprafață de 572,55 ha, integral pe uscat.

## Localizare
Centrul sitului Endmoränenlandschaft bei Ringenwalde este situat la coordonatele 53°04′19″N 13°41′12″E / 53.0719°N 13.6867°E.

## Înființare
Situl Endmoränenlandschaft bei Ringenwalde a fost declarat sit de importanță comunitară în septembrie 2000 pentru a proteja 7 specii de animale. Situl a fost protejat și ca arie specială de conservare în octombrie 1990.

## Biodiversitate
Situată în ecoregiunea continentală, aria protejată conține 8 habitate naturale: Ape puternic oligomezotrofe cu vegetație bentonică cu Chara spp., Lacuri eutrofice naturale cu vegetație de tip Magnopotamion sau Hydrocharition, Liziere de ierburi înalte hidrofile de câmpie și de nivel montan până la alpin, Mlaștini turboase de tranziție și turbării mișcătoare, Mlaștini calcaroase cu Cladium mariscus și specii de Caricion davallianae, Păduri de fag Luzulo-Fagetum, Păduri de fag Asperulo-Fagetum, Mlaștini împădurite.
La baza desemnării sitului se află mai multe specii protejate:
- amfibieni (2): buhai de baltă cu burta roșie (Bombina bombina), triton cu creastă (Triturus cristatus)
- mamifere (2): castor (Castor fiber), vidră de râu (Lutra lutra)
- nevertebrate (1): libelule (Leucorrhinia pectoralis)
- pești (2): avat (Aspius aspius), țipar (Misgurnus fossilis)

Pe lângă speciile protejate, pe teritoriul sitului au mai fost identificate 2 specii de amfibieni.